# Становской сельсовет (Целинный район)
Становской сельсовет — упразднённые административно-территориальная единица и муниципальное образование со статусом сельского поселения в составе Целинного района Курганской области.
Административный центр — село Становое.
Законом Курганской области от 29.06.2021 № 73 к 9 июля 2021 года сельсовет упразднён в связи с преобразованием муниципального района в муниципальный округ.

## История
В соответствии с Законом Курганской области от 6 июля 2004 года № 419 сельсовет наделён статусом сельского поселения.

## Население
| 2002 | 2004 | 2010 | 2012 | 2013 | 2014 | 2015 |
| ---- | ---- | ---- | ---- | ---- | ---- | ---- |
| 520  | ↘506 | ↘323 | ↘306 | ↗307 | ↘299 | ↘296 |
| 2016 | 2017 | 2018 | 2019 | 2020 |      |      |
| ↘285 | ↘283 | ↘279 | ↘258 | ↗266 |      |      |

## Состав сельского поселения
| № | Населённый пункт | Тип населённого пункта       | Население |
| - | ---------------- | ---------------------------- | --------- |
| 1 | Становое         | село, административный центр | ↗266      |